# Francisco Madero
Francisco Ignacio Madero González (Parras de la Fuente, 30 ottobre 1873 – Città del Messico, 22 febbraio 1913) è stato un politico, imprenditore e generale messicano. È considerato un paladino della democrazia messicana e propugnatore di profonde riforme sociali. Fu presidente del Messico dal 6 novembre 1911 al 18 febbraio 1913.

## Biografia

### Origini e formazione
Francisco Madero nacque nell'hacienda di El Rosario, a Parras de la Fuente (Coahuila), primo figlio di Francisco Ignacio Madero Hernández e di Mercedes González Treviño, e primo nipote del patriarca di famiglia, Evaristo Madero, governatore di Coahuila. Fu malaticcio da bambino e basso di statura da adulto.
La sua famiglia è stata definita come una delle più ricche del Messico, grazie alla fortuna accumulata dal nonno, Evaristo Madero, specialmente grazie al commercio del cotone dal Texas durante la guerra civile americana. Per molti anni la famiglia prosperò sotto il regime di Porfirio Díaz e il suo patrimonio era valutato intorno ai 15 milioni di dollari USA (equivalenti ad almeno 500 milioni di dollari USA odierni). Insieme al fratello Gustavo frequentò il collegio gesuita di Saltillo, ma la sua iniziale educazione cattolica ebbe scarso impatto su di lui. La lettura della rivista Revue Spirite, cui il padre era abbonato, destò il suo interesse nello spiritismo, una branca dello spiritualismo.
Il padre lo inviò ancor giovane a Parigi, presso la École des Hautes Études Commerciales de Paris, e Madero fece qui visita alla tomba di Allan Kardec, fondatore dello spiritismo. Divenne un appassionato sostenitore di questa credenza, fino a credere di possedere poteri medianici. Frequentò quindi la Università della California - Berkeley per studiare tecniche agricole e migliorare il suo inglese. In questo periodo fu influenzato dalle teorie teosofiche di Annie Besant, che era molto attiva nella vicina Università di Stanford. Nel 1893 fece ritorno in Messico.

### La carriera politica
Con la sua opposizione al regime dittatoriale di Porfirio Díaz, aderì al Partito Liberale Messicano, con il quale tuttavia venne a rottura pochi anni dopo, poiché respingeva la sua deriva anarchica. Dalla sua critica contro il dittatore scrisse nel 1908 il libro La successión presidencial en 1910 (La successione presidenziale nel 1910), nel quale egli cercava di dissuadere i messicani da rieleggere Díaz. Con questo libro, ma soprattutto con l'organizzazione di un partito antirielezioni, egli divenne un influente avversario politico del Presidente Díaz.
Durante la competizione elettorale del 1910, Madero fu incarcerato a San Luis Potosí con l'accusa di presunte attività rivoluzionarie, cosicché Díaz vinse le elezioni. Nel novembre dello stesso anno Madero divenne libero e fuggì in Texas, a San Antonio, raggiunto ivi dal suo fedele e futuro Vicepresidente José María Pino Suárez, dove redasse il "Piano di San Luis Potosí" (dal nome del luogo ov'era stato incarcerato e aveva ideato il piano) e proclamò la rivoluzione messicana.
Il 20 novembre 1910 Madero riattraversò il confine con il Messico e diede inizio all'insurrezione armata contro il Porfiriato, culminata con la presa di Ciudad Juárez il 10 maggio 1911. Questa prima fase della rivoluzione messicana, prende il nome di "Rivoluzione maderista", essendo lanciata e capeggiata proprio da lui. Maderisti si chiamarono inizialmente tutti coloro che, in nome del suo Piano di San Luis, cominciarono a combattere più o meno ai suoi ordini diretti, anche se dopo la sua morte si ritrovarono su posizioni differenti o addirittura ostili. Sotto la sua direzione politica, combatterono in quel periodo tutti quei personaggi destinati subito o negli anni seguenti a diventare leggende della Rivoluzione, alcuni dei quali diventeranno decisivi negli eventi futuri: Dynamite Devil, Peppino Garibaldi, Pascual Orozco, Álvaro Obregón e, naturalmente, Pancho Villa.

### La rivoluzione messicana e la morte
La rivolta maderista riuscì a far cadere Díaz e a portare Madero alla carica di presidente nel 1911, ma il fatto però che lo stesso Madero mantenesse sostanzialmente una struttura di potere simile alla precedente, in aggiunta alle mancate riforme agrarie e sociali promesse, provocò una nuova insurrezione guidata da Emiliano Zapata. Madero a questo punto designò il generale Victoriano Huerta come capo per combattere la rivolta di Zapata, ma questi lo fece incarcerare e assassinare, il 22 febbraio del 1913, insieme al suo vicepresidente José María Pino Suárez.